# Централна градска част (квартал на Кюстендил)
„Централна градска част“ е квартал в град Кюстендил.

## Разположение и граници
Квартал „ЦГЧ“ се намира в централната част на Кюстендил. Разположен е между бул. „Дондуков“, ул. „Ал. Стамболийски“, ул. „Крали Марко“, ул. „Гороцветна“, ул. „Ген. Стефан Тошев“, ул. „Мусала“, ул. „Хан Аспарух“ и ул. „Христо Ботев“. Устройственият план на ЦГЧ е одобрен със Заповед № 925:1993 г. на кмета на Община Кюстендил.

## Исторически, културни и природни забележителности
- Сграда на Педагогическото училище в Кюстендил
- Римски терми. Намират се в централната част на града, в съседство с джамията „Ахмед бей“. Римските терми – обществени бани, са изградени през II-III в. и са част от голям комплекс-асклепион. Те са един от символите на град Кюстендил. Паметник на културата с категория „национално значение“.
- Пиргова кула. Средновековна отбранителна кула в град Кюстендил. Намира се в централната част на града до римските терми. Названието „Пиргова“ произхожда от гръцката дума – „пиргос“, което означава кула. Отнася се във времето между края на XIV и първата четвърт на XV в. Паметник на културата с категория „национално значение“.
- Възрожденска църква „Успение Богородично“. Намира се в централната част на града, в непосредствена близост до централния площад. Построена е през 1816 г. на мястото на средновековна църква „Св. Никола“ По план е вкопана едноапсидна трикорабна псевдобазилика, с дървено покритие. Обявена е за архитектурен и художествен паметник с категория „национално значение“. Действащ храм.
- Джамия „Фатих Мехмед“. Джамията е построена от Хараджи Кара Мехмед бин Али, един от известните строители на обществени сгради в Кюстендил. Предполага се, че е построена към средата на XV в. Датировката – 1531 г., изписана с тухли в източната част на купола, вероятно се отнася до по-късна реконструкция. Джамията не е действаща.
- Джамия „Ахмед Бей“. Джамията „Ахмед бей“, известна още като „Инджили“ (Християнската) е построена към средата на XV в. Входната аркада, покрита с три малки куполи, е запазена в оригиналния си вид. През 1734 г. е преустроена и разширена. Понастоящем е изложбена зала на музея в Кюстендил.
- Средновековна баня „Дервиш баня“. Турска обществена баня, строена през 1566 г. Функционира повече от 400 години – до 1992 г. През 2005 г. е цялостно реставрирана. Архитектурен паметник на културата.
- Баня „Чифте баня“.

- Баня „Алай баня“.
- Взаимно училище. Намира се в двора на църквата „Успение Богородично“. Сега е реставрирано. Известно като „килийното училище“, въпреки че съществувалото през първата половина на XIX век в същия църковен двор килийно училище не е запазено.
- Прокопиевата къща – къщата на чорбаджи Давидко Якович, построена в средата на ХIХ век, паметник на културата. Намира се на ул. Ген. Константинова баня № 26.
- Лекарската къща – къщата на възрожденския лекар Иван Лекарски (1812 – 1878), построена през 50-те години на ХIХ век, паметник на културата. Намира се на ул. Ген. Крум Лекарски № 13.
- Майорската къща – къщата на майор Йосиф Ангелов (1857 – 1913), построена през 1870 г., паметник на културата. Намира се на ул. Цар Освободител № 81.
- Архитектурен скулптурен паметник на загиналите воини от 13 рилски полк във войните 1912 – 1913 г. и 1915 – 1918 г.
- Архитектурен скулптурен паметник на Тодор Александров – „Всичко за Македония“, посветен на загиналите във войните за национално обединение и освобождение на Македония.
- Паметник на Владимир Димитров-Майстора. Открит на 24 ноември 1972 г., автори з.х. Б. Гондов и арх. Сл. Василев. Изпълнен от бронз в цял ръст (вис. 3,20 м). Паметникът е издигнат пред Художествената галерия.
- Паметник на Васил Левски.
- Бюст-паметник на Пейо Яворов.
- Бюст-паметник на Димитър Пешев.
- Къща музей „Димитър Пешев“ – ул. Цар Симеон I-ви № 11. Постоянно действаща изложба с оригинални вещи, снимки и факсимилета, за събитията от март 1943 г. и за световно признатите заслуги на Димитър Пешев и неговите съграждани Петър Михалев, Асен Суичмезов, Владимир Куртев и Иван Момчилов, допринесли за спасяването на евреите в България.

- Художествена галерия „Владимир Димитров-Майстора“ – ул. Патриарх Евтимий № 20. Галерията притежава основната и най-голяма колекция от творби на Владимир Димитров - Майстора, подредени в постоянна експозиция. Съхранява и периодично урежда изложби и на други видни кюстендилски художници като Стоян Венев, Мориц Бенционов, Никола Мирчев, Асен Василиев и др.

## Обществени институции и инфраструктура
- Общинска администрация Кюстендил
- Областна администрация на Кюстендилска област
- Регионална библиотека „Емануил Попдимитров“ – гр. Кюстендил, ул. Л. Каравелов № 1
- Читалище „Братство“ – гр. Кюстендил, ул. Отец Паисий № 11;
- Драматичен театър „Крум Кюлявков“.

В квартала преобладава индивидуалното жилищно строителство. В квартала се намират държавни и общински институции и множество търговски обекти, хотели и паркове.